# Saint-Élix-Theux
Saint-Élix-Theux è un comune francese di 117 abitanti situato nel dipartimento del Gers nella regione dell'Occitania.

## Società

### Evoluzione demografica
Abitanti censiti